# Заозерське сільське поселення
Заозе́рське сільське поселення (рос. Заозёрское сельское поселение) — муніципальне утворення у складі Сисольського району Республіки Комі, Росія. Адміністративний центр — селище Заозер'є.

## Населення
Населення — 489 осіб (2017, 598 у 2010, 1019 у 2002, 1543 у 1989).

## Склад
До складу поселення входять такі населені пункти:
| Населений пункт    | Населення, осіб (1989) | Населення, осіб (2002) | Населення, осіб (2010) |
| ------------------ | ---------------------- | ---------------------- | ---------------------- |
| Заозер'є, селище   | 1175                   | 744                    | 466                    |
| Заозер'є, присілок | -                      | 2                      | -                      |
| Ісанево, селище    | 368                    | 273                    | 132                    |